# Aleurotrachelus stypheliae
Aleurotrachelus stypheliae là một loài côn trùng cánh nửa trong họ Aleyrodidae, phân họ Aleyrodinae.
Aleurotrachelus stypheliae được Maskell miêu tả khoa học đầu tiên năm 1896.